# Otar Iosseliani
Otar Iosseliani (în georgiană: ოთარ იოსელიანი; n. 2 februarie 1934, Tbilisi, Republica Sovietică Federală Socialistă Transcaucaziană, URSS – d. 17 decembrie 2023, Tbilisi, Georgia) a fost un renumit scenarist, regizor și producător de origine georgiană. Din cauza cenzurii aplicate filmelor sale în URSS, Iosseliani a fost obligat să emigreze în Franța în anul 1982.
Primul său lung metraj, Noiembrie (1966), a câștigat premiu FIPRESCI la Festivalul de Film de la Cannes. Filmul său Pastorala, după ce a fost finalizat, în 1976, nu a avut voie să fie lansat oficial dispărând timp de mai mulți ani în arhivele sovietice și având o difuzare extrem de strictă mulți ani mai târziu. Acest fapt i-a întărit lui Otar Iosseliani convingerea că libertatea sa de exprimare este cenzurată și, după succesul Pastoralei la Festivalul de Film de la Berlin, în 1982, regizorul a decis să emigreze din Uniunea Sovietică în Franța.
Primul mare succes internațional avea să vină abia în 1984, în Franța, după ce a realizat Favorites of the Moon, film ce a fost premiat la Festivalul de Film de la Veneția în același an. În 1986 Iosseliani a făcut parte din juriul celei de-a 36-a ediții a Festivalului Internațional de Film de la Berlin. În anii următori filmele sale au fost premiate din nou la Festivalul de Film de la Veneția (And Then There Was Light (1989), Brigands-Chapter VII (1996)), iar pelicula Monday Morning (2002) a câștigat premiu Ursul de Argint la Festivalul de Film de la Berlin.

## Opțiuni politice
Opțiunile politice ale lui Otar Iosseliani sunt considerate ca fiind rusofobe de către analiștii politici (vezi „200 de ani de dispreț și ură” în Argumentî i Fakti, 29 iunie 2009). După evenimentele din 2008 petrecute în Osetia de Sud regizorul a acordat un interviu pentru Agenția Ucraineană de Știri în care a declarat:
„Noi (georgienii) nu vom mai trăi niciodată în pace cu Rusia. Până acum îi disprețuiam însă acum îi urâm, ceea ce este mult mai grav. Așadar cine iubește rușii n-are decât dar să nu rămână lângă noi!”

## Filmografie
- Akvarel (1958) (TV)
- Sapovnela (1959)
- April (1961) / Ap'rili
- Tudzhi (1964)
- Falling Leaves, (1966) / Giorgobistve
- Georgian Ancient Songs (1969) / Dzveli qartuli simgera
- There Once was a Singing Blackbird (1970) Iqo shashvi mgalobeli
- Pastorale (1975) / Past'orali
- Lettre d'un cinéaste (1982) (TV)
- Sept pièces pour cinéma noir et blanc (1983)
- Euzkadi été 1982 (1983) (TV)
- Favorites of the Moon (1984) / Favoris de la lune, Les
- Un petit monastère en Toscane (1988)
- And Then There Was Light (1989) / Et la lumière fut
- Chasing Butterflies, aka Hunting Butterflies, aka The Butterfly Hunt (1992) / Chasse aux papillons, La
- Seule, Georgie (1994)
- Brigands-Chapter VII (1996) / Brigands, chapitre VII
- Farewell, Home Sweet Home (1999) / Adieu, plancher des vaches!
- Monday Morning (2002) / Lundi matin
- Gardens in Autumn (2006) / Jardins en automne
- Chantrapas (2010)

## Legături externe
- Otar Iosseliani la Internet Movie Database